# Nikolaus Luckner
Nikolaus (fr. Nicolas) greve Luckner (12. januar 1722 i Cham i Oberpfalz – 4. januar 1794 i Paris) var en tyskfødt fransk officer og holstensk godsejer.
Han udmærkede sig som rytterfører i hollandsk tjeneste i den østrigske arvefølgekrig og i hannoveransk tjeneste i Syvårskrigen; snart efter gik han i fransk tjeneste og blev 1791 marskal. Han rykkede 1792 ind i Flandern, men foretog juni et så fremskyndet tilbagetog, at franskmændene skimtede en forræder i ham. Han betroedes dog for en kort tid kommandoen over Rhinarmeen og senere over Nordarmeen, men han havde ikke held med sig og afskedigedes 1793. Kort efter lod Nationalkonventet ham arrestere, dømme som forræder og guillotinere.
For en tvivlsom erhvervet formue havde han 1761 købt godset Blumendorf ved Bad Oldesloe og senere Schulenborg i Holsten. 22. april 1778 naturaliseredes han som dansk adelsmand, blev friherre og ophøjedes 30. marts 1784 til dansk greve.
Han var tipoldefar til søhelten, grev Felix von Luckner.